# Спортивний комплекс імені Яне Санданського
Спортивний центр імені  Яне Санданського (макед. Спортскіот центар "Јане Санданські") — крита багатофункціональна спортивна арена в місті Скоп'є, Північна Македонія. Сучасна будівля побудована в 2014 році на місці знесеного аналогічного споруди, яке існувало тут протягом трьох десятиліть. Арена названа на честь революціонера Яне Санданскі.

## Історія
Критий спортивний центр імені Яне Санданського з'явився в громаді Аеродром ще в 1980-х роках, ставши домашньою ареною столичних спортивних клубів з гандболу та баскетболу. Проте, з часом він застарів, і 18 листопада 2012 року було оголошено про його повне знесення і будівництво на цьому місці нової спортивної споруди з такою ж назвою. 14 лютого 2013 року місцева баскетбольна команда «Аеродром» провела тут останнє відкрите тренування та зібрала на трибунах більше тисячі уболівальників, а на наступний день вона була офіційно закрита, і робочі приступили до демонтажу конструкцій.
В якості основного інвестора при будівництві нового спортивного центру виступив російський бізнесмен Сергій Самсоненко, який на той момент вже володів кількома спортивними клубами в Македонії, а також паралельно займався будівництвом тут чотиризіркового готелю «Росія». Об'єкт зданий в експлуатацію в серпні 2014 року, загальний бюджет будівництва склав 15 млн євро. Спочатку центр вміщав 6000 глядачів, але у вересні 2015 року на західній і східній трибунах були обладнані додаткові 500 сидінь, і загальна місткість зросла таким чином до 6500 місць. У тому числі містить дитячі майданчики на 40 місць, чотири фан-зони, сім VIP-кімнат.
В даний час спортивний центр імені Яне Санданського є домашньою ареною чоловічого і жіночого гандбольних клубів «Вардар», баскетбольного клубу «Скоп'є Аеродром». Крім головного залу, де власне проводяться змагання, центр включає малий зал для гандболу та баскетболу з місткістю до 1000 чоловік. Має окремий конференц-зал для проведення прес-конференцій та інших подібних заходів. Включає чотири тенісних корти, які  відповідають міжнародним стандартам, ігрову кімнату для дітей площею 300 м² з видом на парк, обладнаний професійними тренажерами фітнес-центр площею в 500 квадратних метрів, багатофункціональний тренувальний зал площею 400 м² для занять аеробікою, пілатесом, бойовими мистецтвами і різними іншими спортивними дисциплінами . У будівлі центру працює магазин торгової мережі Hummel, що спеціалізується на реалізації спортивних товарів, сувенірів і вболівальника атрибутики.